# Sedefce, Kărdjali
Sedefce (în bulgară Седефче) este un sat în comuna Momcilgrad, regiunea Kărdjali,  Bulgaria. 

## Demografie
Componența etnică a satului Sedefce
     Turci (98,84%)
     Nicio identificare (1,15%)
     Altele (0%)
La recensământul din 2011, populația satului Sedefce era de 173 locuitori. Din punct de vedere etnic, majoritatea locuitorilor (98,84%) erau turci. Pentru 1,15% din locuitori nu este cunoscută apartenența etnică.